# Chiesa della Pietà dei Turchini
Koordinaten: 40° 50′ 28,5″ N, 14° 15′ 9,5″ O
Die Kirche Santa Maria della Pietà dei Turchini (eigentlich: Chiesa di Santa Maria Incoronatella della Pietà dei Turchini, kurz: Chiesa della Pietà dei Turchini) ist eine Kirche in Neapel, die eine besondere Bedeutung für die Geschichte der Musik dieser Stadt hat. Der Name bezieht sich einerseits auf die Mater dolorosa bzw. ihre künstlerische Darstellungsform als sogenannte Pietà, und andererseits auf die türkisfarbene Kleidung der einst im dazugehörigen Waisenhaus untergebrachten Kinder.
Die Kirche befindet sich an der Via Medina Nr. 19; in ihr finden heute wieder Konzerte mit geistlicher Musik der neapolitanischen Schule statt.

## Geschichte
Die Bruderschaft der Bianchi dell’oratorio („die Weißen vom Oratorium“) sammelte verlassene Kinder auf der Straße auf und brachte sie ursprünglich bei der Kirche Santa Maria Incoronata in der rua Catalana unter. Als die Gemeinschaft immer weiter wuchs, zog man Ende des 16. Jahrhunderts in die via Medina um, wo man diese Kirche gründete und daneben das Waisenhaus Conservatorio della Pietà dei Turchini. Es entwickelte sich zu einer der vier bedeutenden Musikschulen Neapels, und ging Anfang des 19. Jahrhunderts im  Conservatorio San Pietro a Majella auf.

## Beschreibung

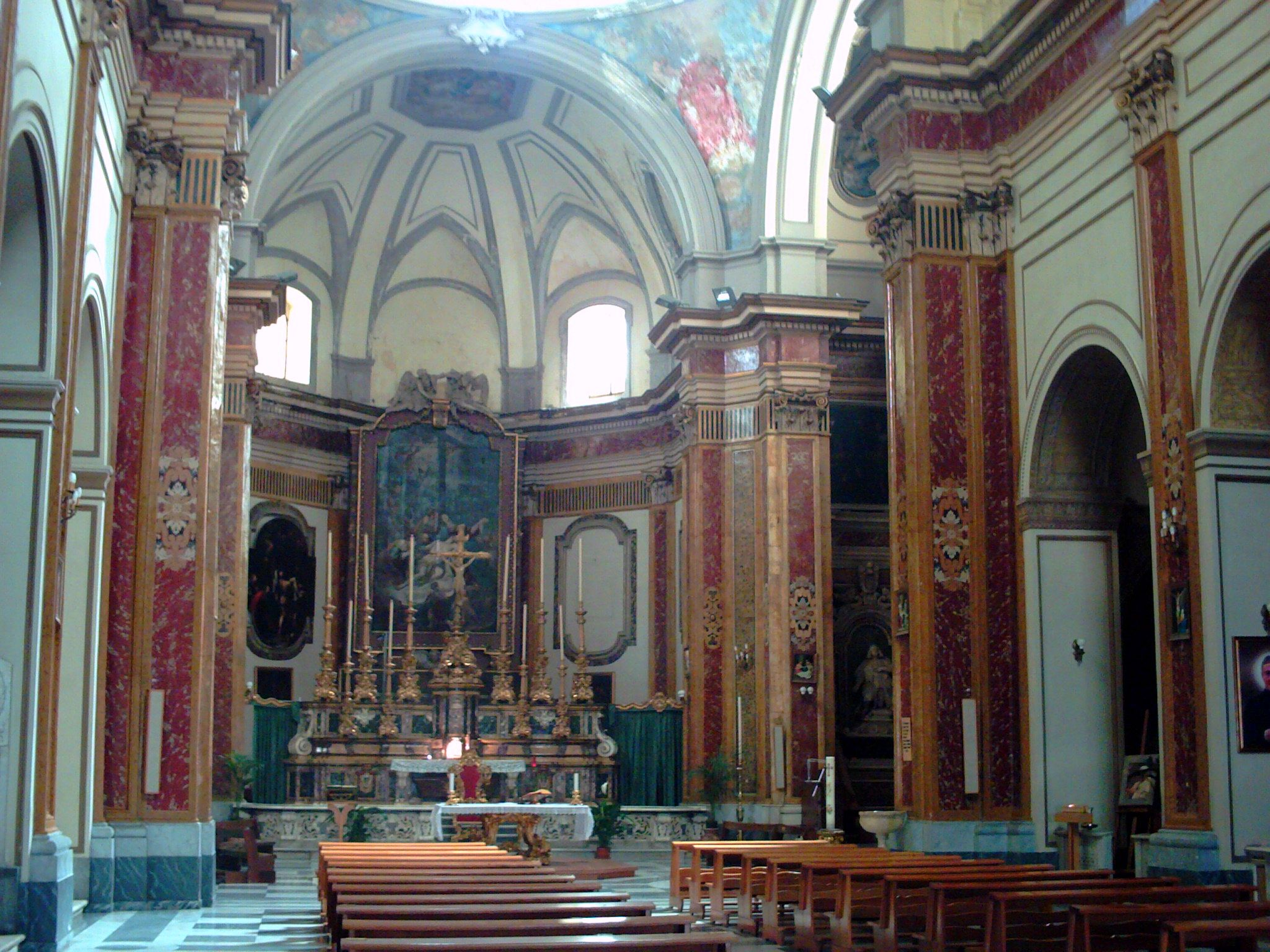
Innenraum mit Blick zur Apsis und zum rechten Querschiff

Die Kirche wurde von 1592 bis 1595 erbaut. Sie war ursprünglich viel kleiner, eher eine Kapelle, und bestand nur aus dem Kirchenschiff mit Seitenkapellen. Dank großzügiger Spenden konnte sie zwischen 1633 und 1639 um das Querschiff, die Kuppel und die Apsis erweitert werden und erreichte damit die aktuellen Dimensionen.
Die Fassade wurde 1769–70 von Bartolomeo Vecchione geschaffen.
Die Decke der Kirche wurde 1646 mit Malereien von Giuseppe Marullo geschmückt, und Luca Giordano schuf das ursprüngliche Kuppelfresko mit einer Darstellung der Himmelfahrt. Beide wurden tragischerweise durch Bombardements im Zweiten Weltkrieg zerstört, und sind für immer verloren.

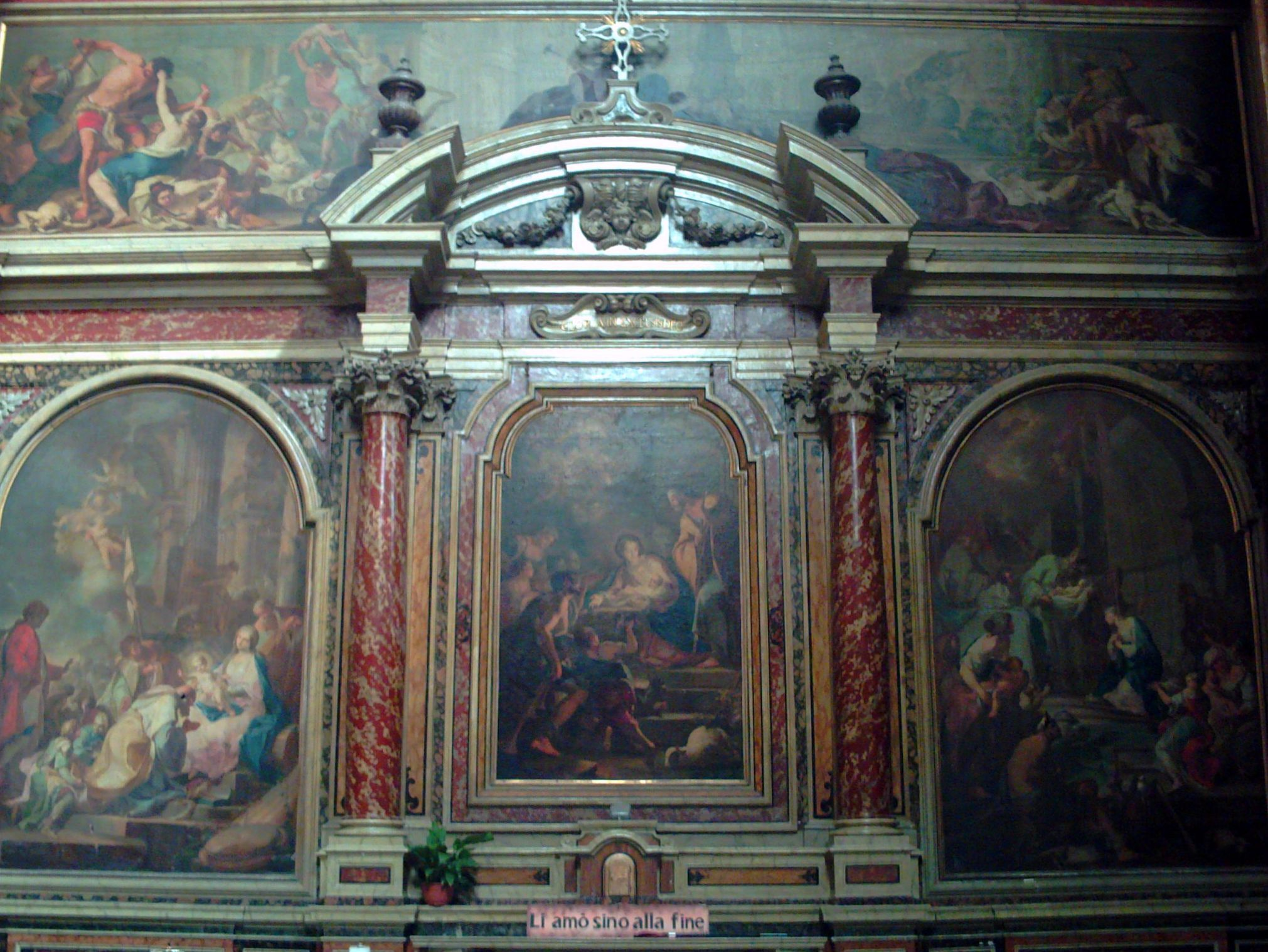
Geschichten der Geburt Christi im rechten Querschiff

Die Fresken oder Altargemälde auf dem Hauptaltar, der zehn Seitenkapellen und der beiden großen cappelloni des Querschiffs wurden zum Teil von den bedeutendsten Künstlern Neapels geschaffen.

In der ersten Kapelle links befindet sich eine Darstellung des Übergang (transito) des heiligen Joseph von Paolo de Matteis; die Verkündigung in der dritten Kapelle wird seit kurzem Belisario Corenzio zugeschrieben; in der fünften Kapelle sind ein Schutzengel von Filippo Vitale, eine Grablegung von Luca Giordano und eine Auferstehung Christi von Paolo de Matteis zu sehen.
Die große Kapelle im linken Transept wurde in den 1780er Jahren von Giacinto Diano mit Geschichten der Geburt Jesu ausgestattet; aus derselben Zeit stammt die Pietà auf dem Hochaltar.
Durch das linke Seitenschiff gelangt man zur Sakristei mit einer Geburt Christi von Juan Do, einem spanischen Maler aus dem Umkreis von Jusepe de Ribera.

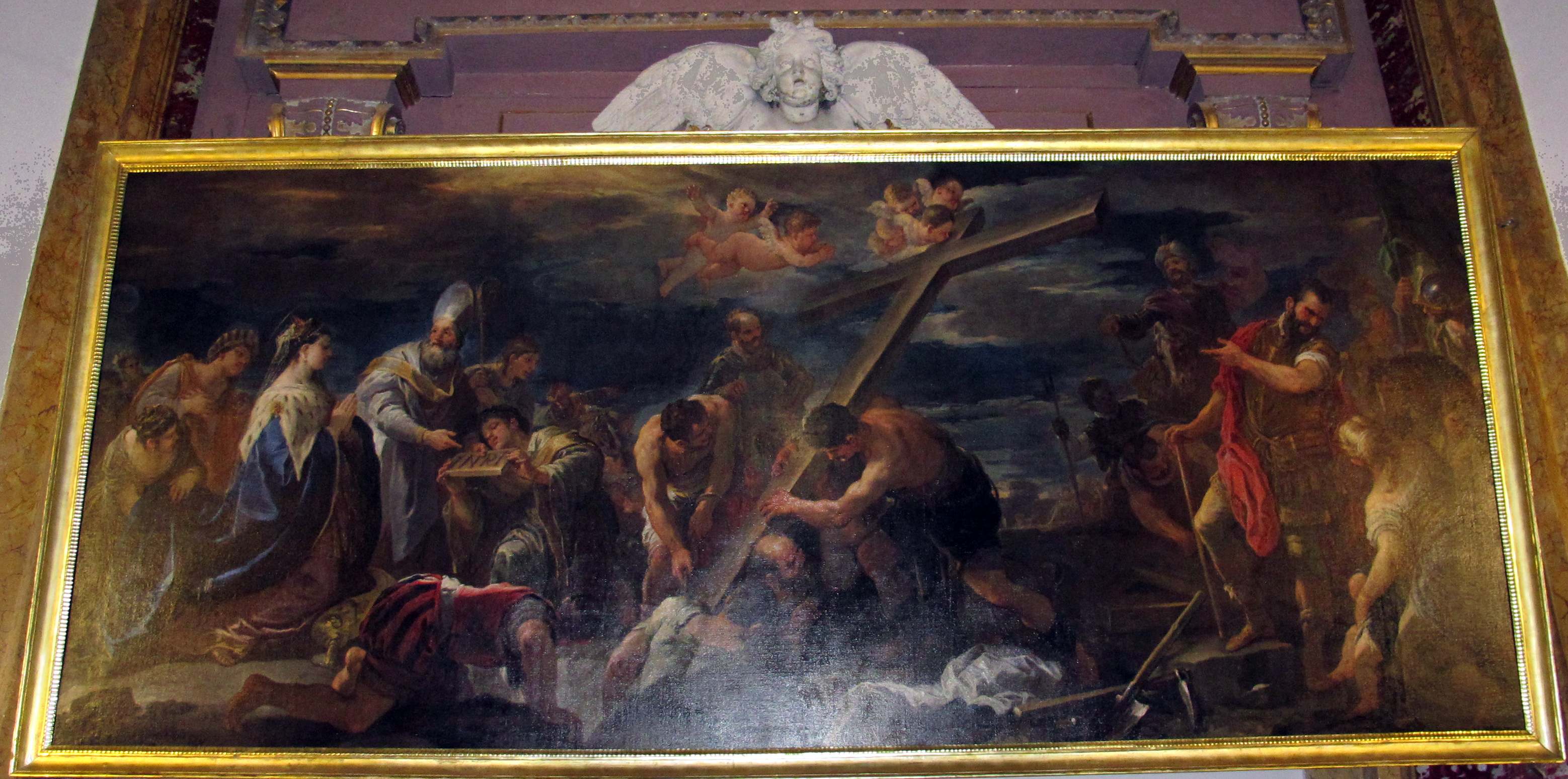
Luca Giordano: Auffindung des Kreuzes

Den marmornen Hauptaltar schuf 1770 bis 1773 Giovanni Atticciati. In der Apsis der Kirche sieht man heute die Auffindung des Kreuzes, die Luca Giordano ursprünglich für die Sakristei schuf.
Die Kapelle des rechten Querschiffs ist der heiligen Anna geweiht, die Gemälde schufen Andrea und Nicola Vaccaro, sowie Giacomo Farelli; Andrea Vaccaro malte auch in der vierten Kapelle rechts die Passion Christi; die Irdische Dreifaltigkeit in der dritten Kapelle rechts stammt von Battistello Caracciolo; in der zweiten Kapelle rechts ist eine Rosenkranzmadonna von Andrea Molinaro, an den Seitenwänden wiederum Gemälde von Luca Giordano: Der heilige Hyazinth überschreitet den Boristene und Die Madonna erscheint der Heiligen Rosa von Lima. In der ersten Seitenkapelle von rechts befinden sich Gemälde von Giovan Battista Rossi und Francesco Romanelli.

Galerie
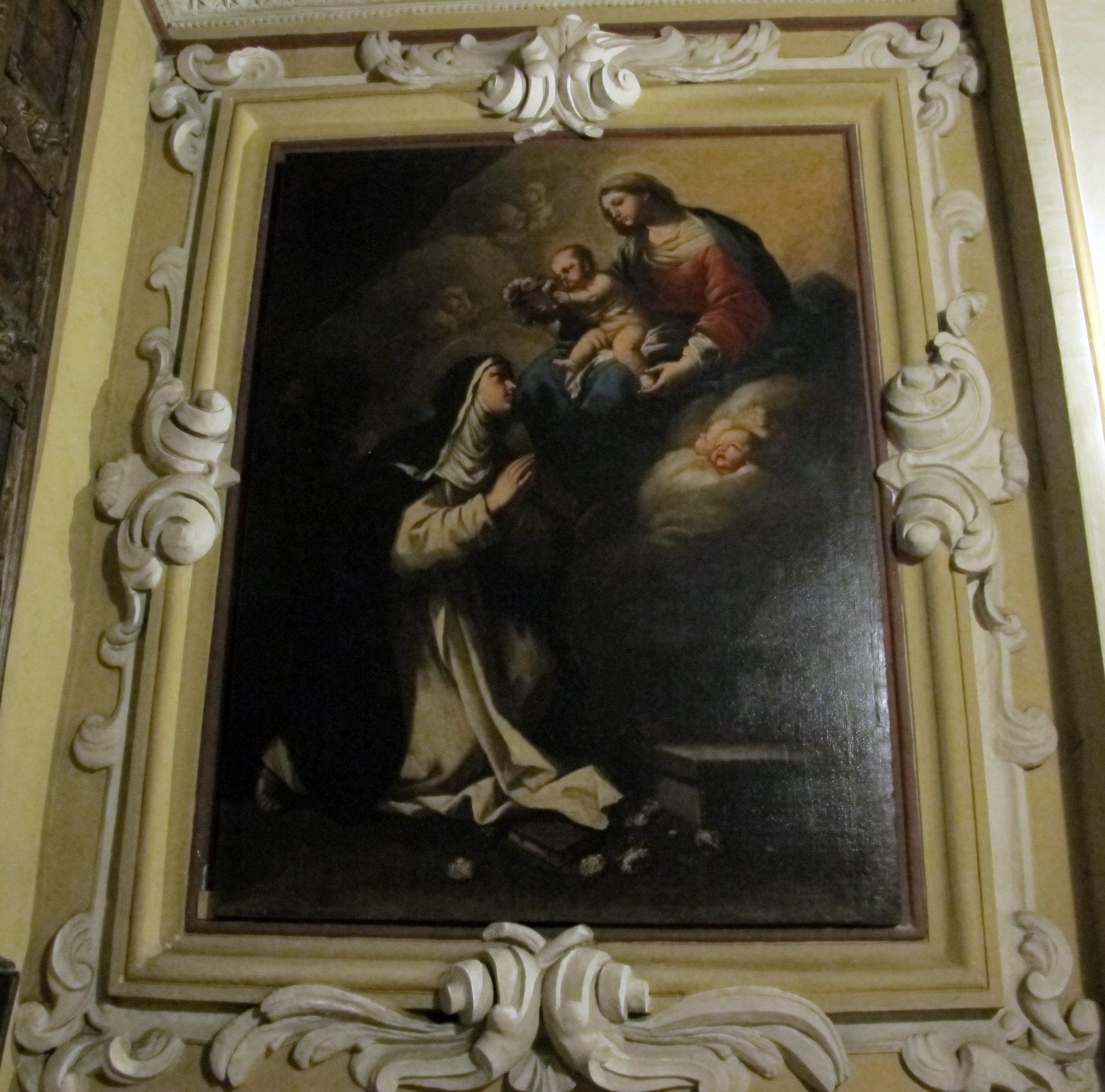
Luca Giordano: Vision der heiligen Rosa von Lima
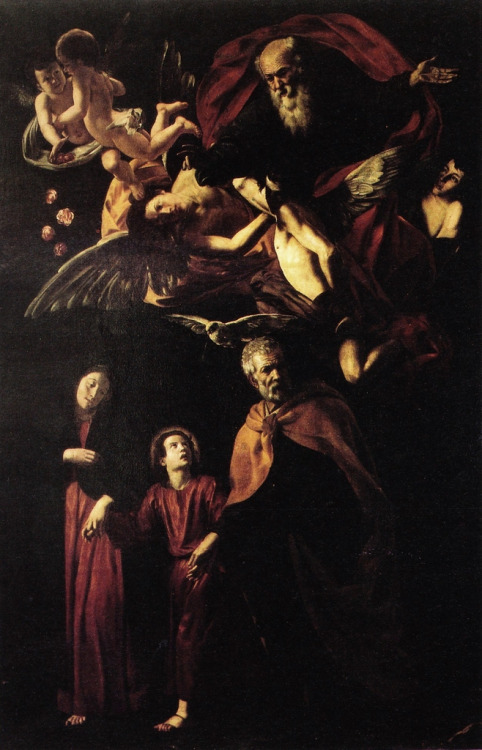
Heilige Familie von Battistello Caracciolo